# کاتیراولی
کاتیراولی (به لاتین: Kathiraveli) یک منطقهٔ مسکونی در سری‌لانکا است که در ناحیه باتیکالوا واقع شده‌است.